# José Núñez
José Núñez (ur. 1800, zm. 5 marca 1880) – nikaraguański polityk; prezydent Nikaragui – najpierw jako prowincji Zjednoczonych Prowincji Ameryki Środkowej, a potem niezależnej prowincji.
Funkcję prezydenta (Jefe de Estado) pełnił w następujących okresach: od 10 marca 1834 do 23 kwietnia 1835, od 25 stycznia 1837 do 12 stycznia 1838 i od 13 marca do 17 listopada 1838. Podczas jego prezydentury, 30 kwietnia 1838, Nikaragua wystąpiła ze Zjednoczonych Prowincji Ameryki Środkowej.